# Championnat du monde masculin de handball 2003
Navigation
France 2001 Tunisie 2005
La 18e édition du Championnat du monde masculin de handball s'est déroulé du 20 janvier au 2 février 2003 au Portugal.
La Croatie remporte son premier titre de champion du monde en battant après prolongation l'Allemagne sur le score de 34 à 31. La France, championne du monde en titre, complète le podium.

## Présentation

### Qualifications
24 équipes ont obtenu leur qualification pour ce championnat du monde :
- Organisateur (1) :  Portugal
- Tenant du titre (1) :  France
- Europe - Championnat d'Europe 2002 (3) :  Suède (vainqueur),  Allemagne (finaliste) et  Danemark (3e)
- Europe - Barrages de qualifications[1],[2] (8) :  Croatie,  Espagne,  Hongrie,  Islande,  Pologne,  Slovénie,  Russie et  RF Yougoslavie
- Afrique - Championnat d'Afrique 2002 (4) :  Tunisie (vainqueur),  Algérie (finaliste),  Égypte (3e) et  Maroc (4e)
- Asie - Championnat d'Asie 2002[3] (3) :  Koweït,  Qatar et  Arabie saoudite
- Amériques - Championnat panaméricain 2002 (3) :  Argentine (vainqueur),  Brésil (finaliste) et  Groenland (3e)
- Océanie - Championnat d'Océanie 2002 (1) :  Australie (vainqueur)

### Localisation
| Ville               | Salle                         | Capacité | Matchs                      |
| ------------------- | ----------------------------- | -------- | --------------------------- |
| Lisbonne            | Pavilhão Atlântico            | 15 000   | Phase finale                |
| Caminha             | Pavilhão Municipal            | 2 500    | Tour principal, groupe I    |
| Póvoa de Varzim     | Pavilhão Desportivo Municipal | 2 500    | Tour principal, groupe II   |
| Rio Maior           | Pavilhão Polidesportivo       | 6 500    | Tour principal, groupe III  |
| Espinho             | Pavilhão Multiusos            | 2 000    | Tour principal, groupe IV   |
| Guimarães           | Pavilhão Multiusos            | 3 000    | Tour préliminaire, groupe A |
| Viseu               | Viseu Arena (pt)              | 2 600    | Tour préliminaire, groupe B |
| Funchal             | Madeira Tecnopolo             | 2 500    | Tour préliminaire, groupe C |
| São João da Madeira | Pavilhão das Travessas        | 6 000    | Tour préliminaire, groupe D |

### Formule
Au tour préliminaire, les 24 équipes qualifiées sont réparties en 4 poules de 6 équipes :
- groupe A :  Espagne,  Koweït,  Maroc,  Pologne,  Tunisie,  RF Yougoslavie.
- groupe B :  Australie,  Allemagne,  Groenland,  Islande,  Portugal,  Qatar.
- groupe C :  Argentine,  Croatie,  France,  Hongrie,  Arabie saoudite,  Russie.
- groupe D :  Algérie,  Brésil,  Danemark,  Égypte,  Slovénie,  Suède.

Les 4 premières équipes de chaque poule sont qualifiées pour le tour principal composé de 4 poules de 4 équipes. L'équipe classée première de chacune de ces poules se rencontrent en demi-finales. Les deuxièmes de chaque groupe se qualifient pour les matchs de classement de la 5e à la 8e place.

## Tour préliminaire
Les quatre premiers de chaque groupe se qualifient pour le tour principal.

### Groupe A àGuimarães
|   | Équipe         | Pts | J | G | N | P | Bp  | Bc  | Diff |
| - | -------------- | --- | - | - | - | - | --- | --- | ---- |
| 1 | Espagne        | 10  | 5 | 5 | 0 | 0 | 157 | 106 | 51   |
| 2 | RF Yougoslavie | 8   | 5 | 4 | 0 | 1 | 142 | 103 | 39   |
| 3 | Pologne        | 6   | 5 | 3 | 0 | 2 | 140 | 130 | 10   |
| 4 | Tunisie        | 4   | 5 | 2 | 0 | 3 | 131 | 129 | 2    |
| 5 | Koweït         | 2   | 5 | 1 | 0 | 4 | 98  | 168 | -70  |
| 6 | Maroc          | 0   | 5 | 0 | 0 | 5 | 113 | 145 | -32  |

### Groupe B àViseu
|   | Équipe    | Pts | J | G | N | P | Bp  | Bc  | Diff |
| - | --------- | --- | - | - | - | - | --- | --- | ---- |
| 1 | Allemagne | 10  | 5 | 5 | 0 | 0 | 191 | 111 | 80   |
| 2 | Islande   | 8   | 5 | 4 | 0 | 1 | 185 | 116 | 69   |
| 3 | Portugal  | 6   | 5 | 3 | 0 | 2 | 164 | 126 | 38   |
| 4 | Qatar     | 4   | 5 | 2 | 0 | 3 | 116 | 159 | -43  |
| 5 | Australie | 2   | 5 | 1 | 0 | 4 | 100 | 192 | -92  |
| 6 | Groenland | 0   | 5 | 0 | 0 | 5 | 100 | 152 | -52  |

### Groupe C àMadère
|    | Équipe          | Pts | J | G | N | P | Bp  | Bc  | Diff |
| -- | --------------- | --- | - | - | - | - | --- | --- | ---- |
| 1* | Croatie         | 8   | 5 | 4 | 0 | 1 | 135 | 125 | 10   |
| 2* | France          | 8   | 5 | 4 | 0 | 1 | 147 | 103 | 44   |
| 3  | Russie          | 5   | 5 | 2 | 1 | 2 | 132 | 132 | 0    |
| 4  | Hongrie         | 4   | 5 | 2 | 0 | 3 | 154 | 138 | 16   |
| 5  | Argentine       | 3   | 5 | 1 | 1 | 3 | 127 | 156 | -29  |
| 6  | Arabie saoudite | 2   | 5 | 1 | 0 | 4 | 114 | 155 | -41  |

* La Croatie est classée devant la France au bénéfice de sa victoire.

### Groupe D àSão João da Madeira
|    | Équipe   | Pts | J | G | N | P | Bp  | Bc  | Diff |
| -- | -------- | --- | - | - | - | - | --- | --- | ---- |
| 1* | Suède    | 8   | 5 | 4 | 0 | 1 | 147 | 129 | 18   |
| 2* | Danemark | 8   | 5 | 4 | 0 | 1 | 146 | 125 | 21   |
| 3  | Slovénie | 6   | 5 | 3 | 0 | 2 | 144 | 137 | 7    |
| 4  | Égypte   | 5   | 5 | 2 | 1 | 2 | 132 | 139 | -7   |
| 5  | Algérie  | 2   | 5 | 0 | 2 | 3 | 119 | 136 | -17  |
| 6  | Brésil   | 1   | 5 | 0 | 1 | 4 | 118 | 140 | -22  |

* La Suède est classée devant le Danemark au bénéfice de sa victoire.

## Tour principal

### Modalités
Les premiers de chaque groupe se qualifient pour les demi-finales. Les deuxièmes de chaque groupe se qualifient pour les matchs de classement de la 5e à la 8e place. Enfin, les deux derniers de chaque groupe sont éliminés.
Les résultats de deux équipes issues d'un même groupe du tour préliminaire sont conservés.

### Groupe I àCaminha
|   | Équipe  | Pts | J | G | N | P | Bp  | Bc  | Diff |
| - | ------- | --- | - | - | - | - | --- | --- | ---- |
| 1 | Espagne | 6   | 3 | 3 | 0 | 0 | 106 | 71  | 35   |
| 2 | Islande | 4   | 3 | 2 | 0 | 1 | 106 | 83  | 23   |
| 3 | Pologne | 2   | 3 | 1 | 0 | 2 | 89  | 93  | -4   |
| 4 | Qatar   | 0   | 3 | 0 | 0 | 3 | 63  | 117 | -54  |

### Groupe II àPovoa de Varzim
|   | Équipe         | Pts | J | G | N | P | Bp | Bc | Diff |
| - | -------------- | --- | - | - | - | - | -- | -- | ---- |
| 1 | Allemagne      | 5   | 3 | 2 | 1 | 0 | 98 | 81 | 17   |
| 2 | RF Yougoslavie | 5   | 3 | 2 | 1 | 0 | 89 | 86 | 3    |
| 3 | Portugal       | 2   | 3 | 1 | 0 | 2 | 84 | 93 | -9   |
| 4 | Tunisie        | 0   | 3 | 0 | 0 | 3 | 74 | 85 | -11  |

### Groupe III àRio Maior
|   | Équipe   | Pts | J | G | N | P | Bp | Bc | Diff |
| - | -------- | --- | - | - | - | - | -- | -- | ---- |
| 1 | Croatie  | 6   | 3 | 3 | 0 | 0 | 90 | 76 | 14   |
| 2 | Russie   | 4   | 3 | 2 | 0 | 1 | 90 | 78 | 12   |
| 3 | Danemark | 2   | 3 | 1 | 0 | 2 | 90 | 94 | -4   |
| 4 | Égypte   | 0   | 3 | 0 | 0 | 3 | 71 | 93 | -22  |

### Groupe IV àEspinho
|   | Équipe   | Pts | J | G | N | P | Bp | Bc | Diff | Dép |
| - | -------- | --- | - | - | - | - | -- | -- | ---- | --- |
| 1 | France   | 6   | 3 | 3 | 0 | 0 | 90 | 70 | 20   | -   |
| 2 | Hongrie  | 2   | 3 | 1 | 0 | 2 | 84 | 87 | -3   | +2  |
| 3 | Slovénie | 2   | 3 | 1 | 0 | 2 | 76 | 84 | -8   | +1  |
| 4 | Suède    | 2   | 3 | 1 | 0 | 2 | 82 | 91 | -9   | -3  |

## Phase finale
|  | Demi-finales               | Demi-finales               |                        |    | Finale                   | Finale                   |
|  | Demi-finales               | Demi-finales               |                        |    | Finale                   | Finale                   |
|  |                            |                            |                        |    |                          |                          |
|  | 1er février 2003, Lisbonne | 1er février 2003, Lisbonne |                        |    | 2 février 2003, Lisbonne | 2 février 2003, Lisbonne |
|  | 1er février 2003, Lisbonne | 1er février 2003, Lisbonne |                        |    | 2 février 2003, Lisbonne | 2 février 2003, Lisbonne |
|  | Espagne                    | 37                         |                        |    | 2 février 2003, Lisbonne | 2 février 2003, Lisbonne |
|  | Espagne                    | 37                         |                        |    | 2 février 2003, Lisbonne | 2 février 2003, Lisbonne |
|  | Croatie                    | 39a2p                      |                        |    | 2 février 2003, Lisbonne | 2 février 2003, Lisbonne |
|  | Croatie                    | 39a2p                      | Croatie                | 34 |                          |                          |
|  | 1er février 2003, Lisbonne |                            | Croatie                | 34 |                          |                          |
|  |                            | Allemagne                  | 31                     |    |                          |                          |
|  | Allemagne                  | Allemagne                  | 31                     | 23 |                          |                          |
|  | Allemagne                  |                            |                        | 23 |                          |                          |
|  | France                     | 22                         |                        |    |                          |                          |
|  | France                     | 22                         | Match pour la 3e place |    |                          |                          |
|  |                            |                            |                        |    |                          |                          |
|  | 2 février 2003, Lisbonne   |                            |                        |    |                          |                          |
|  |                            |                            |                        |    |                          |                          |
|  | France                     | 27                         |                        |    |                          |                          |
|  | France                     | 27                         |                        |    |                          |                          |
|  | Espagne                    | 22                         |                        |    |                          |                          |
|  | Espagne                    | 22                         |                        |    |                          |                          |

### Demi-finales
Dans la première demi-finale, après un début de match très serré (6-6, 18e minute), les Allemands prennent une avance de 4 buts à la 25e minute (11-7). À la suite d'un temps mort d'Onesta et de l'entrée d'Omeyer dans les buts, les Bleus se reprennent et reviennent à un but à la mi-temps (11-10). Si Henning Fritz réalise une très grosse partie (21 arrêts au total), l'Allemagne ne parvient plus à marquer et la France prend une avance de 4 buts (12-16, 44e minute), soit un 9-1 pour les Français. Mais une exclusion temporaire de Jackson Richardson permet aux Allemands de revenir à égalité en un rien de temps (16-16, 48e minute). La fin de match très serrée mais les Allemands reprenne l'avantage au score (19-18, 52e minute) pour ne plus le lâcher et finalement s'imposer 23 à 22.
| 1er février 2003 15h00 | Allemagne     | 23 – 22                           | France            | Pavilhão Atlântico, Lisbonne Affluence : 7 000 Arbitrage : Dolejš, Kohout |
| 1er février 2003 15h00 | Pascal Hens 6 | (11 – 10)                         | Narcisse, Cazal 6 | Pavilhão Atlântico, Lisbonne Affluence : 7 000 Arbitrage : Dolejš, Kohout |
| 1er février 2003 15h00 | ×8 ×1         | Handzone.net THW Kiel Hand Action | ×6                | Pavilhão Atlântico, Lisbonne Affluence : 7 000 Arbitrage : Dolejš, Kohout |

| Allemagne                 |                       |                   |                         |
|                           |                       |                   |                         |
| Gardiens de but           |                       |                   |                         |
| 1                         | Henning Fritz         | 21 arrêts, 1-60e  |                         |
| 12                        | Christian Ramota      | NR                |                         |
| Joueurs                   |                       |                   |                         |
| 2                         | Pascal Hens           | 6                 |                         |
| 4                         | Mark Dragunski        | 1                 | 59e                     |
| 5                         | Stefan Kretzschmar 6e | 1                 | Suspension              |
| 7                         | Jan-Olaf Immel        | NR                |                         |
| 8                         | Christian Schwarzer   | 5                 | Suspension · Suspension |
| 9                         | Klaus-Dieter Petersen | 0                 | Suspension              |
| 10                        | Steffen Weber         | NR                |                         |
| 11                        | Volker Zerbe 15e      | 1                 | Suspension              |
| 13                        | Markus Baur           | 3 (dont 2/2 pen.) |                         |
| 14                        | Christian Zeitz       | 3                 |                         |
| 17                        | Heiko Grimm           | 0                 |                         |
| 19                        | Florian Kehrmann      | 3                 |                         |
| Entraîneur : Heiner Brand |                       |                   |                         |

| France                     |                        |                            |                         |
|                            |                        |                            |                         |
| Gardiens de but            |                        |                            |                         |
| 12                         | Bruno Martini          | 7/16 arrêts, 1-25e, 50-60e |                         |
| 16                         | Thierry Omeyer         | 8/16 arrêts, 25-50e        |                         |
| Joueurs                    |                        |                            |                         |
| 2                          | Jérôme Fernandez       | 3/5                        | Suspension              |
| 3                          | Didier Dinart          | 0                          |                         |
| 4                          | Cédric Burdet          | 0/1                        | Suspension              |
| 6                          | Bertrand Gille         | 1/6                        | Suspension · Suspension |
| 7                          | Christophe Kempé       | 2/3                        |                         |
| 8                          | Daniel Narcisse        | 6/13                       |                         |
| 9                          | Grégory Anquetil       | 0/2                        |                         |
| 11                         | Olivier Girault        | 1/4                        |                         |
| 15                         | François-Xavier Houlet | 0/1 (dont 0/1 pen.)        |                         |
| 17                         | Jackson Richardson     | 3/4                        | Suspension              |
| 18                         | Joël Abati             | 0                          | Suspension              |
| 19                         | Patrick Cazal          | 6/12                       |                         |
| Entraîneur : Claude Onesta |                        |                            |                         |

Dans la seconde demi-finale, la Croatie doit passer par deux prolongations pour s'imposer face à l'Espagne 39 à 37 :
| 1er février 2003 17h30 | Espagne          | 37 – 39 (ap)  | Croatie         | Pavilhão Atlântico, Lisbonne Affluence : 10 000 Arbitrage : Arnaldsson, Viðarsson |
| 1er février 2003 17h30 | Enric Masip 9    | (14-9, 26-26) | Slavko Goluža 8 | Pavilhão Atlântico, Lisbonne Affluence : 10 000 Arbitrage : Arnaldsson, Viðarsson |
| 1er février 2003 17h30 | Prol. : 5-5, 6-8 |               |                 | Pavilhão Atlântico, Lisbonne Affluence : 10 000 Arbitrage : Arnaldsson, Viðarsson |
| 1er février 2003 17h30 | ×3 ×6            | IHF off.      | ×3 ×7           | Pavilhão Atlântico, Lisbonne Affluence : 10 000 Arbitrage : Arnaldsson, Viðarsson |

| Espagne                    |                       |                 |                     |
|                            |                       |                 |                     |
| Gardiens de but            |                       |                 |                     |
| 1                          | José Javier Hombrados |                 |                     |
| 16                         | David Barrufet        | 12 arrêts       |                     |
| Joueurs                    |                       |                 |                     |
| 2                          | Juanín García         | 1               |                     |
| 5                          | Enric Masip           | 9 (dont 1 pén.) | Suspension          |
| 6                          | Xavier O'Callaghan    |                 |                     |
| 9                          | Mateo Garralda        | 1               | Averti              |
| 10                         | Talant Dujshebaev     | 3               |                     |
| 11                         | Mariano Ortega        | 2               | Suspension          |
| 13                         | Fernando Hernández    | 3               | Suspension          |
| 14                         | Juancho Pérez         | 2               | Averti              |
| 15                         | Manuel Colón          | 3               | Averti · Suspension |
| 17                         | Alberto Entrerríos    | 6               | Suspension          |
| 18                         | Iker Romero           | 3               |                     |
| 20                         | Antonio Carlos Ortega | 4               | Suspension          |
| Entraîneur : César Argilés |                       |                 |                     |

| Croatie                  |                   |                 |                         |
|                          |                   |                 |                         |
| Gardiens de but          |                   |                 |                         |
| 12                       | Vlado Šola        | 14 arrêts       |                         |
| 16                       | Valter Matošević  | 1 arrêt         |                         |
| Joueurs                  |                   |                 |                         |
| 2                        | Nikša Kaleb       | 3               | Suspension              |
| 3                        | Renato Sulić      | -               | Averti · Suspension     |
| 4                        | Ivano Balić       | 5               | Suspension              |
| 5                        | Božidar Jović     | 4               | Suspension              |
| 6                        | Blaženko Lacković | 4               |                         |
| 7                        | Vedran Zrnić      | -               |                         |
| 10                       | Davor Dominiković | -               |                         |
| 11                       | Mirza Džomba      | 6               |                         |
| 14                       | Tonči Valčić      | 3               |                         |
| 15                       | Slavko Goluža     | 8 (dont 1 pén.) | Suspension · Suspension |
| 18                       | Denis Špoljarić   | -               | Averti                  |
| 19                       | Petar Metličić    | 6               | Averti · Suspension     |
| Entraîneur : Lino Červar |                   |                 |                         |

### Match pour la3eplace
| 1er février 2003 14h30 | France            | 27 – 22                             | Espagne                 | Pavilhão Atlântico, Lisbonne Arbitrage : Antonio Goulao, José Macau |
| 1er février 2003 14h30 | Daniel Narcisse 7 | (16 – 11)                           | Antonio Carlos Ortega 7 | Pavilhão Atlântico, Lisbonne Arbitrage : Antonio Goulao, José Macau |
| 1er février 2003 14h30 | ×3 ×4             | Handzone IHF officielle Hand Action | ×3                      | Pavilhão Atlântico, Lisbonne Arbitrage : Antonio Goulao, José Macau |

| France                     |                        |                     |                                  |
|                            |                        |                     |                                  |
| Gardiens de but            |                        |                     |                                  |
| 12                         | Bruno Martini          | 14/39 arrêts, 1-60e |                                  |
| 16                         | Thierry Omeyer         | 0/0                 |                                  |
| Joueurs                    |                        |                     |                                  |
| 2                          | Jérôme Fernandez       | 0/4                 |                                  |
| 3                          | Didier Dinart          | 0                   |                                  |
| 4                          | Cédric Burdet          | 1/1                 | Suspension                       |
| 6                          | Bertrand Gille         | 3/7                 | Averti · Suspension · Suspension |
| 7                          | Christophe Kempé       | 0                   |                                  |
| 8                          | Daniel Narcisse        | 7/14                |                                  |
| 9                          | Grégory Anquetil       | 2/2                 |                                  |
| 10                         | Andrej Golić           | 2/7                 |                                  |
| 15                         | François-Xavier Houlet | 2/2 (dont 2/2 pen.) |                                  |
| 17                         | Jackson Richardson     | 2/3                 |                                  |
| 18                         | Joël Abati             | 4/6                 | Averti · Suspension              |
| 19                         | Patrick Cazal          | 4/8                 | Averti                           |
| Entraîneur : Claude Onesta |                        |                     |                                  |

| Espagne                    |                       |                 |                         |
|                            |                       |                 |                         |
| Gardiens de but            |                       |                 |                         |
| 1                          | José Javier Hombrados | 60', 20 arrêts  |                         |
| 16                         | David Barrufet        |                 |                         |
| Joueurs                    |                       |                 |                         |
| 2                          | Juanín García         |                 |                         |
| 3                          | Carlos Prieto         |                 | Averti · Suspension     |
| 5                          | Enric Masip           | 1               | Averti                  |
| 6                          | Xavier O'Callaghan    |                 |                         |
| 9                          | Mateo Garralda        |                 | Averti                  |
| 10                         | Talant Dujshebaev     | 5               |                         |
| 11                         | Mariano Ortega        |                 |                         |
| 13                         | Fernando Hernández    | 3               | Suspension · Suspension |
| 15                         | Manuel Colón          | 2               |                         |
| 17                         | Alberto Entrerríos    | 4               |                         |
| 18                         | Iker Romero           |                 |                         |
| 20                         | Antonio Carlos Ortega | 7 (dont 1 pen.) |                         |
| Entraîneur : César Argilés |                       |                 |                         |

### Finale
| 2 février 2003 18h00 | Croatie        | 34 – 31           | Allemagne     | Pavilhão Atlântico, Lisbonne Affluence : 10 000 Arbitrage : Boye, Jensen |
| 2 février 2003 18h00 | Mirza Džomba 8 | (20 – 18)         | Markus Baur 8 | Pavilhão Atlântico, Lisbonne Affluence : 10 000 Arbitrage : Boye, Jensen |
| 2 février 2003 18h00 | ×6 ×1          | Handzone THW Kiel | ×3            | Pavilhão Atlântico, Lisbonne Affluence : 10 000 Arbitrage : Boye, Jensen |

| Croatie                  |                   |                   |            |
|                          |                   |                   |            |
| Gardiens de but          |                   |                   |            |
| 12                       | Vlado Šola        | 60'               |            |
| 16                       | Valter Matošević  |                   |            |
| Joueurs                  |                   |                   |            |
| 2                        | Nikša Kaleb       | 2                 |            |
| 3                        | Renato Sulić      | 4                 | 53e        |
| 4                        | Ivano Balić       | 4                 |            |
| 5                        | Božidar Jović     | 3                 |            |
| 6                        | Blaženko Lacković | 4                 | Suspension |
| 7                        | Vedran Zrnić      | -                 |            |
| 10                       | Davor Dominiković | 1                 |            |
| 11                       | Mirza Džomba      | 8 (dont 1/1 pén.) |            |
| 14                       | Tonči Valčić      | 1                 | Suspension |
| 15                       | Slavko Goluža     | 3 (dont 2/2 pén.) | Suspension |
| 18                       | Denis Špoljarić   | -                 | Suspension |
| 19                       | Petar Metličić    | 4                 |            |
| Entraîneur : Lino Červar |                   |                   |            |

| Allemagne                 |                       |                   |                         |
|                           |                       |                   |                         |
| Gardiens de but           |                       |                   |                         |
| 1                         | Henning Fritz         | 50'               |                         |
| 12                        | Christian Ramota      | 10'               |                         |
| Joueurs                   |                       |                   |                         |
| 2                         | Pascal Hens           | 5 3               |                         |
| 4                         | Mark Dragunski        | 1                 | Suspension · Suspension |
| 6                         | Christian Rose        | 2 ou              |                         |
| 7                         | Jan-Olaf Immel        | 1                 |                         |
| 8                         | Christian Schwarzer   | 2 ou 3            |                         |
| 9                         | Klaus-Dieter Petersen | -                 | Suspension              |
| 10                        | Steffen Weber         | -                 |                         |
| 11                        | Volker Zerbe          | NR                |                         |
| 13                        | Markus Baur           | 8 (dont 5/6 pén.) |                         |
| 14                        | Christian Zeitz       | 2                 |                         |
| 17                        | Heiko Grimm           | 2 (dont 0/1 pén.) |                         |
| 19                        | Florian Kehrmann      | 7 (dont 2/2 pén.) |                         |
| Entraîneur : Heiner Brand |                       |                   |                         |

### Matchs de classement
|  | Demi-finales de classement | Demi-finales de classement |                        |    | Match pour la 5e place   | Match pour la 5e place   |
|  | Demi-finales de classement | Demi-finales de classement |                        |    | Match pour la 5e place   | Match pour la 5e place   |
|  |                            |                            |                        |    |                          |                          |
|  | 1er février 2003, Lisbonne | 1er février 2003, Lisbonne |                        |    | 2 février 2003, Lisbonne | 2 février 2003, Lisbonne |
|  | 1er février 2003, Lisbonne | 1er février 2003, Lisbonne |                        |    | 2 février 2003, Lisbonne | 2 février 2003, Lisbonne |
|  | RF Yougoslavie             | 33                         |                        |    | 2 février 2003, Lisbonne | 2 février 2003, Lisbonne |
|  | RF Yougoslavie             | 33                         |                        |    | 2 février 2003, Lisbonne | 2 février 2003, Lisbonne |
|  | Hongrie                    | 34a2p                      |                        |    | 2 février 2003, Lisbonne | 2 février 2003, Lisbonne |
|  | Hongrie                    | 34a2p                      | Russie                 | 30 |                          |                          |
|  | 1er février 2003, Lisbonne |                            | Russie                 | 30 |                          |                          |
|  |                            | Hongrie                    | 25                     |    |                          |                          |
|  | Russie                     | Hongrie                    | 25                     | 30 |                          |                          |
|  | Russie                     |                            |                        | 30 |                          |                          |
|  | Islande                    | 27                         |                        |    |                          |                          |
|  | Islande                    | 27                         | Match pour la 7e place |    |                          |                          |
|  |                            |                            |                        |    |                          |                          |
|  | 2 février 2003, Lisbonne   |                            |                        |    |                          |                          |
|  |                            |                            |                        |    |                          |                          |
|  | Islande                    | 32                         |                        |    |                          |                          |
|  | Islande                    | 32                         |                        |    |                          |                          |
|  | RF Yougoslavie             | 27                         |                        |    |                          |                          |
|  | RF Yougoslavie             | 27                         |                        |    |                          |                          |

## Classement final
| Rang                      | Équipe          | J | G | N | P | Bp  | Bc  | Diff |
| ------------------------- | --------------- | - | - | - | - | --- | --- | ---- |
| Médaille d'or, monde      | Croatie         | 9 | 8 | 0 | 1 | 270 | 243 | +27  |
| Médaille d'argent, monde  | Allemagne       | 9 | 7 | 1 | 1 | 306 | 219 | +87  |
| Médaille de bronze, monde | France          | 9 | 7 | 0 | 2 | 257 | 194 | +63  |
| 4                         | Espagne         | 9 | 7 | 0 | 2 | 288 | 218 | +70  |
|                           |                 |   |   |   |   |     |     |      |
| 5                         | Russie          | 9 | 6 | 1 | 2 | 256 | 234 | +22  |
| 6                         | Hongrie         | 9 | 4 | 0 | 5 | 273 | 259 | +14  |
| 7                         | Islande         | 9 | 6 | 0 | 3 | 308 | 234 | +74  |
| 8                         | RF Yougoslavie  | 9 | 5 | 1 | 3 | 263 | 228 | +35  |
|                           |                 |   |   |   |   |     |     |      |
| 9                         | Danemark        | 7 | 4 | 0 | 3 | 201 | 193 | +8   |
| 10                        | Pologne         | 7 | 4 | 0 | 3 | 204 | 189 | +15  |
| 11                        | Slovénie        | 7 | 3 | 0 | 4 | 191 | 196 | -5   |
| 12                        | Portugal        | 7 | 4 | 0 | 3 | 219 | 182 | +37  |
| 13                        | Suède           | 7 | 5 | 0 | 2 | 204 | 191 | +13  |
| 14                        | Tunisie         | 7 | 2 | 0 | 5 | 178 | 186 | -8   |
| 15                        | Égypte          | 7 | 2 | 1 | 4 | 177 | 197 | -20  |
| 16                        | Qatar           | 7 | 2 | 0 | 5 | 157 | 234 | -77  |
|                           |                 |   |   |   |   |     |     |      |
| 17                        | Argentine       | 5 | 1 | 1 | 3 | 127 | 156 | -29  |
| 18                        | Algérie         | 5 | 0 | 2 | 3 | 119 | 136 | -17  |
| 19                        | Arabie saoudite | 5 | 1 | 0 | 4 | 114 | 155 | -41  |
| 20                        | Koweït          | 5 | 1 | 0 | 4 | 98  | 168 | -70  |
| 21                        | Australie       | 5 | 1 | 0 | 4 | 100 | 192 | -92  |
| 22                        | Brésil          | 5 | 0 | 1 | 4 | 118 | 140 | -22  |
| 23                        | Maroc           | 5 | 0 | 0 | 5 | 113 | 145 | -32  |
| 24                        | Groenland       | 5 | 0 | 0 | 5 | 100 | 152 | -52  |

Les 7 premières équipes sont qualifiées pour les Jeux olympiques d'Athènes en 2004.
Les équipes sont classées selon les critères suivants :
- de la 1re à la 8e place : suivant leurs confrontations directes.
- de la 9e à la 16e place : suivant leurs résultats lors du tour principal (nombre de points marqués, différence de buts, nombre de buts marqués, classement lors du tour préliminaire).
- de la 17e à la 24e place : suivant leurs résultats lors du tour préliminaire (nombre de points marqués, différence de buts, nombre de buts marqués).

## Statistiques et récompenses

### Équipe-type
L'équipe-type du championnat du monde 2003 est, :
- Meilleur joueur (MVP) : Christian Schwarzer,  Allemagne
- Gardien : Henning Fritz,  Allemagne
- Ailier gauche : Édouard Kokcharov,  Russie
- Arrière gauche : Carlos Pérez,  Hongrie
- Demi-centre : Enric Masip,  Espagne
- Pivot : Christian Schwarzer,  Allemagne
- Arrière droit : Patrick Cazal,  France
- Ailier droit : Mirza Džomba,  Croatie

### Meilleurs buteurs
| Rang | Joueur                  | Équipe    | Buts | Tirs | %      | MJ | Moy |
| ---- | ----------------------- | --------- | ---- | ---- | ------ | -- | --- |
| 1    | Carlos Pérez            | Hongrie   | 64   | 113  | 56,6 % | 9  | 7,1 |
| 2    | Hussein Zaky            | Égypte    | 61   | 121  | 50,4 % | 7  | 8,7 |
| 3    | Ólafur Stefánsson       | Islande   | 58   | 95   | 61,1 % | 9  | 6,4 |
| 4    | László Nagy             | Hongrie   | 51   | 83   | 61,4 % | 9  | 5,7 |
| 4    | Alexeï Rastvortsev      | Russie    | 51   | 99   | 51,5 % | 9  | 5,7 |
| 6    | Markus Baur             | Allemagne | 50   | 84   | 59,5 % | 9  | 5,6 |
| 6    | Ivan Šimonović          | Slovénie  | 50   | 90   | 55,6 % | 7  | 7,1 |
| 8    | Stefan Kretzschmar      | Allemagne | 48   | 77   | 62,3 % | 8  | 6,0 |
| 8    | Florian Kehrmann        | Allemagne | 48   | 78   | 61,5 % | 9  | 5,3 |
| 10   | Petar Metličić          | Croatie   | 46   | 79   | 58,2 % | 9  | 5,1 |
| 11   | Christian Schwarzer     | Allemagne | 44   | 56   | 78,6 % | 9  | 4,9 |
| 12   | Édouard Kokcharov       | Russie    | 42   | 54   | 77,8 % | 8  | 5,3 |
| 13   | Grzegorz Tkaczyk        | Pologne   | 41   | 66   | 62,1 % | 6  | 6,8 |
| 14   | Antonio Carlos Ortega   | Espagne   | 40   | 59   | 67,8 % | 9  | 4,4 |
| 14   | Daniel Narcisse         | France    | 40   | 74   | 54,1 % | 9  | 4,4 |
| 16   | Guðjón Valur Sigurðsson | Islande   | 39   | 58   | 67,2 % | 9  | 4,3 |
| 16   | Lars Christiansen       | Danemark  | 39   | 59   | 66,1 % | 7  | 5,6 |
| 16   | Mustapha Taj            | Maroc     | 39   | 71   | 54,9 % | 5  | 7,8 |
| 16   | Jakob Larsen            | Groenland | 39   | 98   | 39,8 % | 5  | 7,8 |
| 20   | Patrick Cazal           | France    | 38   | 75   | 50,7 % | 9  | 4,2 |

| Rang | Joueur               | Équipe    | %      | Buts | Tirs |
| ---- | -------------------- | --------- | ------ | ---- | ---- |
| 1    | Christian Schwarzer  | Allemagne | 78,6 % | 44   | 56   |
| 2    | Édouard Kokcharov    | Russie    | 77,8 % | 42   | 54   |
| 3    | Magnus Wislander     | Suède     | 76,7 % | 33   | 43   |
| 4    | Slavko Goluža        | Croatie   | 72,9 % | 35   | 48   |
| 5    | Patrekur Jóhannesson | Islande   | 68,8 % | 33   | 48   |

| Rang | Joueur         | Équipe    | Moy. |
| ---- | -------------- | --------- | ---- |
| 1    | Ahmed Al-Saad  | Qatar     | 9,0  |
| 2    | Hussein Zaky   | Égypte    | 8,7  |
| 3    | Mustapha Taj   | Maroc     | 7,8  |
| 3    | Jakob Larsen   | Groenland | 7,8  |
| 5    | Carlos Pérez   | Hongrie   | 7,1  |
| 5    | Ivan Šimonović | Slovénie  | 7,1  |

| Rang | Joueur            | Équipe    | 7 m |
| ---- | ----------------- | --------- | --- |
| 1    | Markus Baur       | Allemagne | 25  |
| 2    | Slavko Goluža     | Croatie   | 20  |
| 3    | Carlos Resende    | Portugal  | 19  |
| 4    | Ólafur Stefánsson | Islande   | 18  |
| 5    | Hussein Zaky      | Égypte    | 17  |

### Meilleurs gardiens
En termes du nombre d'arrêts, les meilleurs gardiens sont,,
| Rang | Gardien                | Équipe         | Arrêts | Tirs | %      | MJ | Moy. |
| ---- | ---------------------- | -------------- | ------ | ---- | ------ | -- | ---- |
| 1    | Andreï Lavrov          | Russie         | 109    | 325  | 33,5 % | 9  | 12,1 |
| 2    | Henning Fritz          | Allemagne      | 99     | 256  | 38,7 % | 7  | 14,1 |
| 3    | Arpad Šterbik          | RF Yougoslavie | 97     | 216  | 44,9 % | 8  | 12,1 |
| 4    | José Javier Hombrados  | Espagne        | 94     | 198  | 47,5 % | 6  | 15,7 |
| 5    | Nándor Fazekas         | Hongrie        | 88     | 231  | 38,1 % | 9  | 9,8  |
| 6    | Vlado Šola             | Croatie        | 78     | 196  | 39,8 % | 8  | 9,8  |
| 7    | Dejan Perić            | RF Yougoslavie | 71     | 180  | 39,4 % | 8  | 8,9  |
| 8    | Sławomir Szmal         | Pologne        | 69     | 155  | 44,5%  | 6  | 11,5 |
| 9    | Beno Lapajne           | Slovénie       | 68     | 188  | 36,2 % | 7  | 9,7  |
| 9    | Kasper Hvidt           | Danemark       | 68     | 206  | 33,0 % | 7  | 9,7  |
| 11   | Youssef Al Fadhli      | Koweït         | 67     | 185  | 36,2 % | 5  | 13,4 |
| 11   | Guðmundur Hrafnkelsson | Islande        | 67     | 208  | 32,2 % | 9  | 7,4  |
| 13   | Thierry Omeyer         | France         | 65     | 135  | 48,1 % | 8  | 8,1  |
| 13   | Bruno Martini          | France         | 65     | 188  | 34,6 % | 8  | 8,1  |

## Effectif des équipes sur le podium

### Champion du monde:Croatie
L'effectif de l'équipe de Croatie, championne du monde, est,, :
- Mario Kelentrić
- Nikša Kaleb
- Renato Sulić
- Ivano Balić
- Božidar Jović
- Blaženko Lacković
- Vedran Zrnić
- Igor Vori
- Davor Dominiković
- Mirza Džomba
- Vlado Šola
- Tonči Valčić
- Slavko Goluža
- Valter Matošević
- Denis Špoljarić
- Petar Metličić

Sélectionneur
- Lino Červar

### Vice-champion du monde:Allemagne
L'effectif de l'équipe d'Allemagne, vice-champion du monde, est,, :
- Henning Fritz
- Pascal Hens
- Mark Dragunski
- Stefan Kretzschmar
- Christian Rose
- Jan-Olaf Immel
- Christian Schwarzer
- Klaus-Dieter Petersen
- Steffen Weber
- Volker Zerbe
- Christian Ramota
- Markus Baur
- Christian Zeitz
- Heiko Grimm
- Florian Kehrmann

Sélectionneur
- Heiner Brand

### Troisième place:France
L'effectif de l'équipe de France, médaille de bronze, est,, :
- Jérôme Fernandez
- Didier Dinart
- Cédric Burdet
- Bertrand Gille
- Christophe Kempé
- Daniel Narcisse
- Grégory Anquetil
- Andrej Golić
- Olivier Girault
- Bruno Martini
- François-Xavier Houlet
- Thierry Omeyer
- Jackson Richardson
- Joël Abati
- Patrick Cazal

Sélectionneur
- Claude Onesta

A noter que les deux remplaçants Nikola Karabatic et Yohann Ploquin ont bien accompagné l'équipe mais ne sont pas entrés en jeu et n'ont donc pas remporté de médaille.